# Родригес, Арсенио
Арсе́нио Родри́гес (исп. Arsenio Rodríguez, настоящее имя: Игнасио де Лойола Родригес Скалл (Ignacio de Loyola Rodríguez Scull), 30 августа 1911, Гуира-де-Макурихес, провинция Матансас, Куба — 31 декабря 1971, Лос-Анджелес, США) — выдающийся кубинский композитор, реформатор традиционного кубинского оркестра, виртуозный гитарист-тресеро, создатель стиля «сон-монтуно», почитаемый многими как реальный создатель стиля «мамбо». За свою жизнь создал около 200 песен, считающихся классикой латиноамериканской музыки.
Несмотря на это, Арсенио Родригес менее известен широкой публике, чем его именитые современники, такие как Да́масо Перес Прадо, Тито Пуэнте или Мачито, оставаясь и по сию пору во многом загадочной фигурой. Сохранилось очень мало сведений о его жизни. Нет единого мнения не только относительно даты и года рождения музыканта (так, существует версия о том, что Арсенио обращался в органы регистрации, дабы сменить в своих документах дату рождения на 31 августа 1913 года, которую он считал правильной) и его смерти, но даже о реальном имени музыканта: существует мнение, что на самом деле Родригеса звали Игнасио Арсенио Травьесо Скалл (Ignacio Arsenio Travieso Scull). Здесь приводятся наиболее часто встречающиеся сведения о музыканте.

## Детские годы
Арсенио родился в деревне Гуира-де-Макурихес (Güira de Macurijes) кубинской провинции Матансас в бедной негритянской семье конголезского происхождения. В возрасте 5 лет он вместе с семьёй переехал в городок Гуинес провинции Гавана, примерно в 50 км от столицы, где был официально зарегистрирован и крещён. Его отец, Бонифасио Травьесо (Bonifacio Travieso), ветеран войны за независимость, работал водовозом в городе (иногда — и в близлежащих сельских районах), а мать — Доротея Скалл (Dorotea Scull) — была домохозяйкой. В семье было шестеро детей — одна дочь и пятеро сыновей:
- Хулио (Julio);
- Рафаэль (Rafael);
- Игнасио (то есть Арсенио Родригес);
- Рауль Сесар (Raúl César);
- Эстела (Estela);
- Исраэль Мойсес Энрике (Israel Moisés Enrique) по прозвищу «Кике» («Quique»).

Арсенио был третьим (согласно другим источникам — четвёртым) по счёту ребёнком.
Семья Арсенио неукоснительно следовала африканским традициям, чему активно способствовал дед Родригеса. Вывезенный из Африки в рабство на Кубу, он настойчиво прививал обычаи далёкой родины всем своим внукам, которых было 17 (или 18) человек. На протяжении всей своей жизни Арсенио Родригес подчёркивал своё африканское происхождение и был ярым поборником «африканизма» в кубинской музыке.
Будучи ребёнком (биографы вновь противоречат друг другу, говоря о шести, семи, восьми, двенадцати или тринадцати годах) Арсенио потерял зрение в результате несчастного случая. Наиболее распространена версия о том, что это случилось, когда отец попросил мальчика помочь ему поправить подковы ездовой лошади (или мула). Лошадь лягнула Арсенио и угодила по голове, в результате чего тот лишился зрения навсегда. Другие исследователи полагают, что несчастье случилось с мальчиком, когда тот играл на улице и на бегу врезался в заднюю часть водовозной цистерны. Удар был настолько силён, что у Арсенио отслоилась сетчатка глаза и впоследствии, из-за недосмотра родителей, он полностью ослеп. Согласно третьей версии, предложенной исследователем кубинской музыки Хесусом Бланко (Jesús Blanco), Арсенио потерял зрение в результате врождённого заболевания, которое развивалось долгие годы и серьёзно ухудшило зрение Родригеса лишь на заключительном этапе, будучи уже неизлечимым. Подобная несчастье настигло и сестру Арсенио, Эстелу, которая в 1958 году была вынуждена оставить певческую карьеру из-за почти полной потери зрения.
Так или иначе, увечье не сломило Родригеса, который был необычайно силён как физически, так и душевно. Поскольку большинство профессий стало для него недоступно из-за слепоты, Арсенио решил заняться одним из немногих доступных ему ремёсел: музыкой, чему способствовали и его природные склонности. В 15-летнем возрасте Арсенио познакомился со столяром Виктором Фелисиано (Víctor Feliciano), который, помимо столярных работ, занимался и изготовлением музыкальных инструментов; он и научил юношу играть на гитаре, контрабасе, мараках, бонго и, конечно же, на тресе. Обучение игре на тресе пришлось прервать из-за болезни Фелисиано, однако именно этот инструмент привлёк наибольший интерес Арсенио, и именно он впоследствии принёс ему настоящую славу. Внимательно слушая кубинских гитаристов-тресеро: Нене Мальфугаса (Nene Malfugas), Элисео Сильверу (Eliseo Silvera) и Исаака Овьедо (Isaac Oviedo), Арсенио создавал свой собственный неповторимый стиль игры на тресе, считающийся ныне классическим. Мастерство слепого музыканта было столь велико, что он получил прозвище «Эль сьего маравильосо» (El ciego maravilloso) — «Чудо-слепой». Кроме того, Родригеса можно считать и реформатором самого треса, поскольку Арсенио принадлежит авторство современного строя этой гитары.

## Музыкальная карьера
Будучи уже широко известным в Гуинесе музыкантом, в 1930 году Родригес переезжает в Гавану, где сразу же становится заметной фигурой и столичной музыкальной сцены.
В начале 1930-х годов Арсенио собрал свою первую группу — «Секстет Бостон» (Sexteto Boston), с которой исполнял песни почти исключительно своего собственного сочинения, что было характерно для него и впоследствии.
В 1937 году Арсенио распустил «Секстет Бостон» и присоединился к «Септету Бельямар» (Septeto Bellamar) Хосе Интериана (José Interian), однако вскоре покинул группу из-за разногласий с её руководителем. Несмотря на это, 37-й год стал важной вехой в творчестве Родригеса: именно тогда увидели свет первые записи его песен — «Bruca Manigua», «Иди сюда, Томас» (Ven acá, Tomás) и «Fuñfuñando», которые исполнил друг Арсенио — Мигелито Вальдес (Miguelito Valdés, настоящее имя — Эухенио Сакриас Мигель Вальдес — Eugenio Zacrias Miguel Valdés) в сопровождении «Оркеста Касино де ля Плайя» (Orquesta Casino de la Playa). До своего переезда в США в 1940-м году Мигелито записал вместе с «Оркеста Касино» множество композиций Родригеса; в записи одной из которых, «Продавец карамелек уходит» (Se va el caramelero), принял участие и сам Арсенио, играя на тресе.
В 1939 или 1940 году Арсенио вновь собрал собственную группу, добавив в неё тумбадору (конгу), фортепиано и вторую (а позже — и третью) трубу. Эта форма ансамбля, названная впоследствии «конхунто», стала выдающимся нововведением, полностью преобразовавшим стилистику и «звучание» кубинской музыки.

## Конхунто

Один из вариантов первого состава конхунто Арсенио Родригеса (1939—1945).
Центральное фото
Арсенио Родригес (трес)
По часовой стрелке (из левого нижнего угла)
Нило Альфонсо (контрабас);
Исраэль «Кике» Родригес (конги);
Мигелито Куни (1-й голос);
Антолин Суарес «Папа Кила» (бонго);
Бенетин Бустильо (2-я труба);
Рубен Кальсадо (1-я труба);
Педро Луис Саррасен (хор);
Марселино Герра (2-й голос и гитара);
Адольфо О’Рейлли (фортепиано)
Афиша тех лет

Арсенио был не первым, кто добавлял фортепиано в состав кубинского секстета (sexteto) или септета (septeto) (традиционная форма которых такова: труба, гитара, трес, бонго, контрабас, мараки и клаве). До него, ещё в 1935 году, это было сделано «Секстетом Микито» (Sexteto Miquito), предшественником знаменитого «Конхунто Касино» (Conjunto Casino). Разница заключалась в том, как именно Арсенио использовал фортепиано. Если «белые» группы (например, тот же «Конхунто Касино») заменяли исполняемые на тресе риффы фортепианными монтуно, как это принято в современной сальсе, то Арсенио сохранил эту роль за тресом, что позволило ему освободить фортепиано для исполнения более сложных партий, в том числе сольных, на манер игры Рубена Гонсалеса.
Введённая в состав ансамбля тумбадора добавила музыке энергичности и глубины, а две трубы сделали звучание конхунто удивительно захватывающим. Как ни странно это покажется сегодня, конга стала широко использоваться в кубинской музыке благодаря этому нововведению Арсенио Родригеса. Более ранние формы кубинских оркестров — оркеста типика, чаранга, секстет и септет — не знали конги, которая считалась «дикарским инструментом». Сегодня же конга — «визитная карточка» латиноамериканской музыки.
В результате, конхунто вскоре почти совершенно затмили оркестры-чаранги, которые использовали скрипки и флейты вместо медных духовых и ассоциировались в то время исключительно с дансоном. Только появление в середине 1950-х годов ча-ча-ча восстановило их популярность.

### Первый состав
В состав первого конхунто, созданного Арсенио Родригесом, входили:
- трубы: Рубен Кальсадо (Rubén Calzado) и Мигель Молине (Miguel Molinet);
- трес: Арсенио Родригес;
- фортепьяно: Лино Фриас (Lino Frías);
- гитара и второй голос: Марселино Герра (Marcelino Guerra) (до того игравший в Национальном септете Игнасио Пиньейро);
- контрабас: Нило Альфонсо (Nilo Alfonso);
- тумбадора: Исраэль «Кике» Родригес (Israel «Quique» Rodríguez) — брат Арсенио;
- бонго: Антолин Суарес «Папа Кила» (Antolín Suárez «Papa Kila»);
- вокалисты: Мигелито Куни (Miguelito Cuní) и Педро Луис Саррасен (Pedro Luis Sarracent).

Однако изменения структуры ансамбля оказали влияние не только на звучание конхунто, но и на исполняемую им музыку. Присоединившийся к ансамблю в 1943 году трубач Бенетин Бустильо (Benetin Bustillo) пытался копировать на трубе пассажи флейтиста Антонио Арканьо (Antonio Arcaño), что вдохновило Арсенио на создание стиля «сон-монтуно», который он первоначально назвал «эль дьябло» (el diablo) — «дьявол».

### Сон-монтуно
Название «монтуно» происходит от песен крестьян-монтуно с востока Кубы, из провинции Орьенте, которые, работая на склонах, пели, перекликаясь с солистом-запевалой, повторяя припев в характерном стиле «вопрос-ответ» (coro — pregón). Этот африканский музыкальный приём использовался и в классическом кубинском соне в припевах, однако не занимал главного положения в общей композиции. Родригес же сместил акценты с куплета на припев, сделав повторяющийся припев-монтуно основной частью сона-монтуно и, таким образом, «африканизировав» традиционный сон. Монтуно послужило отличным фоном как для вокальных импровизаций (сонео) солиста, так и для инструментальных импровизаций, исполняемых на тресе и трубе. Кроме того, Арсенио добавил в сон-монтуно много элементов румбы гуагуанко (связанных, в первую очередь, со введением в состав конхунто конги), сделавших музыку сона-монтуно более синкопированной и ритмичной. Эти нововведения совершили настоящую революцию в кубинской музыке. Фактически, в соне-монтуно уже присутствовали все составляющие мамбо; поэтому неудивительно, что многие пожилые кубинцы считают, что мамбо — тот же сон-монтуно, только «в другой упаковке».
Свою первую запись конхунто Арсенио Родригеса сделал в 1940 году, а в 1942 году на лейбле «RCA Victor Records» вышел его первый настоящий хит — это была песня: «Como traiga la yuca», которую публика окрестила «Скажи Каталине» (Dile a Catalina).

### Второй состав

Второй состав конхунто Арсенио Родригеса (1946—1950).
Стоят (слева направо)
Кармело Альварес (труба);
Альфредо «Чоколате» Арментерос (труба);
Рене Скалл (1-й голос);
Арсенио Родригес (трес);
Антолин Суарес «Папа Кила» (бонго);
Феликс Чаппоттин (труба);
Карлос Рамирес (гитара и 2-й голос)
Сидят (слева направо)
Феликс Альфонсо (конга);
Ласаро Прьето (контрабас);
Луис «Лили» Мартинес (фортепиано)
Обложка альбома «Монтунеандо»

Однако решающим событием в судьбе конхунто Арсенио Родригеса стало присоединение к ансамблю в 1946 году пианиста Луиса Мартинеса Гриньяна (Luís Martínez Griñán), известному под именем Лили Мартинес (Lilí Martínez). Лили Мартинес, наряду с Рубеном Гонсалесом (который недолгое время играл с Арсенио в 1945 году) и Перучином-старшим, — один из трёх музыкантов, фактически создавших современную кубинскую фортепианную школу. Однако в то время Лили Мартинес ещё отнюдь не был классиком кубинской музыки и, чтобы как-то сводить концы с концами, работал официантом в своём родном городе Гуантанамо. Здесь его и застала телеграмма из Гаваны, сообщавшая, что Арсенио был бы рад видеть (а точнее — слышать) Лили в составе своего ансамбля. Никто не знает, откуда Родригес мог узнать о нём, однако известно, что Арсенио обладал сверхъестественной интуицией, которая позволяла ему приглашать музыкантов в свой ансамбль без предварительного прослушивания. Интуиция не подвела Арсенио и на этот раз. Лили стал главным аранжировщиком и постоянным пианистом конхунто, проработав в нём до 70-х годов, сначала под руководством Арсенио Родригеса, а затем — Феликса Чаппоттина.
Конхунто Арсенио Родригеса того времени был, вероятно, наиболее сильным коллективом, когда-либо исполнявшим кубинскую музыку. Ансамбль был невероятно популярен среди чернокожих слушателей, но белая публика не приглашала Арсенио выступать на танцах в ночных клубах или казино — отчасти из-за расовых предрассудков, но по большей части оттого, что не умела танцевать под изобретаемые Арсенио «африканизированные» ритмы. Единственным местом, где Арсенио Родригес мог играть свободно, была открытая площадка на воскресных танцах, проводившихся в саду пивоварни «Ла Тропикаль» (La Tropical).
В состав конхунто Арсенио Родригеса образца 1946 года входили (костяк этого состава не менялся почти до самой смерти музыканта):
- трубы: Феликс Чаппоттин (Félix Chappottín), Альфредо «Чоколате» Арментерос (Alfredo «Chocolate» Armenteros), Кармело Альварес (Carmelo Alvarez);
- трес: Арсенио Родригес;
- фортепиано: Лили Мартинес;
- гитара и второй вокалист: Карлос Рамирес (Carlos Ramírez);
- контрабас: Ласаро Прьето (Lázaro Prieto);
- тумбадора: Феликс «Чоколате» Альфонсо (Félix «Chocolate» Alfonso);
- бонго: Антолин Суарес «Папа Кила»;
- вокалист: Рене Скалл (René Scull) — кузен Арсенио.

«Чоколате» Арментерос недолго работал с Арсенио. На записях 1948 года партию труб исполняют уже Рафаэль Корбачо (Rafael Corbacho), Феликс Чаппоттин и Рубен Кальсадо. Хотя основным конгеро конхунто был Феликс «Чоколате» Альфонсо, время от времени ансамблю аккомпанировал на тумбадоре брат Арсенио, Кике, в том числе на записи в студии — например, в соне-монтуно «Киле, Кике и Чоколате» (Kile, Quique y Chocolate).

## Пик творчества

Второй состав конхунто Арсенио Родригеса.
Центральное фото
Арсенио Родригес (трес)
Нижний ряд
Кармело Альварес (труба);
Луис «Лили» Мартинес (фортепиано);
Карлос Рамирес (гитара и 2-й голос);
Феликс Альфонсо (конга);
Ласаро Прьето (контрабас);
Рене Скалл (1-й голос);
Феликс Чаппоттин (труба);
Антолин Суарес «Папа Кила» (бонго);
Альфредо «Чоколате» Арментерос (труба)
Обложка альбома «Дундунбанса»

В 1947 году Арсенио приехал в США; это была его первая поездка в Нью-Йорк, предпринятая для того, чтобы проконсультироваться у известного окулиста Рамона Кастровьехо по поводу возможности восстановления зрения. Февральским утром Арсенио в сопровождении брата явился на приём к врачу. Вопреки надеждам, приём длился не более пяти минут, после чего доктор вынес свой вердикт: Арсенио не будет видеть никогда. Возвратившись в гостиницу, потрясённый Арсенио заснул, чтобы снять напряжение. Проснувшись через несколько часов, он подозвал своего брата Рауля Сесара и на одном дыхании продиктовал ему стихотворение «Жизнь — это сон» (La vida es un sueño). Позже Арсенио положил это стихотворение на музыку в стиле болеро; эта песня стала одной из самых известных латиноамериканских композиций.
Во время этой поездки в Нью-Йорк Арсенио участвовал в записях Чано Посо с оркестром Мачито на лейбле «SMC». Эти записи, которые считают вершиной творчества Родригеса, а также некоторые записи 1953 года были изданы лейблом «Tumbao» в 1992 году отдельным диском «Chano Pozo & Arsenio Rodríguez. Legendary sessions with Machito and his Orchestra 1947—1953».
Кроме того, лейблом «Тумбао» было выпущено ещё два диска, посвящённых кубинскому периоду творчества конхунто Арсенио Родригеса 1946—1951 годов: «Монтунеандо» (Montuneando) и «Дундунбанса» (Dundunbanza). Обе эти пластинки являются полноценными альбомами, из которых особо выделяется великолепный диск «Монтунеандо». Именно этот альбом наиболее полно раскрывает талант Арсенио Родригеса как композитора-песенника. Тексты многих его песен, восходящие по форме к традиционной дециме, например, «Твои часы» (Tu reloj) и «Dame un cachito pa’ huele» имеют двойное значение, скрывая за внешне невинными словами весьма пикантные намёки. Другие воспевают «чёрные» районы Гаваны: Амалию (Amalia) — песня «Ребята из Амалии» (Juventud Amaliana), Кайо Уэсо (Cayo Hueso) — «Ребята из Кайо Уэсо» (Juventud de Cayo Hueso), Белен (Belén) — «А теперь — Белен» (A Belén le toca ahora) и Эль Серро (El Cerro) — «Ключ к Эль Серро» (El Cerro tiene la llave) (в последнем названии также используется игра слов: его можно перевести как «Ключ к замку́»). Песня «Краб пошёл в школу» (Cangrejo fue a estudiar) — комическая басня, рассказывающая о хвастливом крабе, собирающемся в школу, где вся его гордость сама собой бесследно улетучивается. Музыка песни «Угадай» (Adivinalo) демонстрирует мощный фортепианный натиск в исполнении Лили Мартинеса и электризующую игру медных духовых. Также следует отметить композиции «Продавец шкварок» (Chicharronero) и «Семя дикого тростника» (Semilla de caña brava). Сон-монтуно «Киле, Кике и Чоколате» демонстрирует ритм-секцию такой мощи, что вызывает зависть и сейчас.

## Переезд в США
Переезд Арсенио Родригеса в США связывают с разными причинами, хотя ни одна из них не объясняет этого шага музыканта в полной мере. Среди основных следует назвать следующие:
- переезд был связан с желанием более полной самореализации; не исключено, что визит Родригеса в США 1947-го года также сыграл свою роль в принятии этого решения;
- одной из причин отъезда Родригеса в США стал государственный переворот, совершённый на Кубе Батистой в марте 1952 года, — считается, что Арсенио покинул Кубу весной того же года. Впрочем, некоторые источники говорят о том, что переезд состоялся в 1950-м году[3];
- одна из версий утверждает, что основной причиной, спровоцировавшей переезд Арсенио, были более высокие заработки музыкантов в Соединённых Штатах[9].

Так или иначе, Родригес переехал в США, прихватив с собой двух братьев — Кике и Рауля Сесара, своего кузена (а одновременно и вокалиста конхунто) Рене Скалла и контрабасиста Ласаро Прьето. Другие участники ансамбля Родригеса остались на Кубе. После отъезда Родригеса его конхунто возглавил трубач Феликс Чаппоттин. При этом состав конхунто изменился весьма существенно, поскольку часть оставшихся на Кубе музыкантов перешла в «Конхунто Модело» (Conjunto Modelo), и Чаппоттину пришлось значительно обновить состав ансамбля.
Как и многие кубинские иммигранты в США, сначала Родригес приехал в Майами, однако вскоре буквально возненавидел этот город из-за бытовавших там расовых предубеждений, которые он ощутил на себе. В результате Арсенио переехал в Нью-Йорк, где поселился в Южном Бронксе, населённом преимущественно пуэрториканцами. Из Нью-Йорка музыкант отправил на Кубу телеграмму Феликсу Чаппоттину о том, что тот, если хочет, волен изменить название бывшего конхунто Арсенио Родригеса на другое, поскольку Арсенио принял решение остаться в США.
В Нью-Йорке к той части конхунто Арсенио Родригеса, которая последовала за ним в Соединённые Штаты, присоединились три новых музыканта:
- Рене Эрнандес (René Hernandez), играющий на фортепиано,
- трубач Марио Кора (Mario Cora) и
- певец Кандидо Антоматтей (Candido Antomattei).

Популярность Арсенио в Америке никогда не достигала таких размеров, как на Кубе. Его появление в Нью-Йорке совпало с пиком популярности мамбо — временем оркестров Тито Родригеса, Тито Пуэнте и Мачито, исполнявших латиноамериканскую музыку, сдобренную большой долей джаза. Арсенио же со своей «африканизированной» музыкой обогнал время лет на двадцать.
Несмотря на это, Родригес продолжил свои музыкальные эксперименты. В 1957 году он выпустил диск «Пикантно и горячо» (Sabroso y caliente), добавив к инструментовке тимбалы, а в песнях «Devuelveme la ilusión» и «La fonda de bienvenido» — даже флейту. Несомненно, это было попыткой обращения к традиционной кубинской чаранге. Перекличка трубы и флейты в песнях этого диска удивительно интересна.
В апреле того же года Арсенио, шесть членов его конхунто, а также двое братьев Арсенио — Кике и Сесар — записали совместно с Сабу Мартинесом (Luis «Sabú» Martínez) диск «Пало конго» (Palo Congo), практически полностью перкуссионный.
В 1962 году Арсенио выпустил диск «Cumbanchando con Arsenio (Fiesta en Harlem)» на лейбле «SMC». Этот диск не переиздавался впоследствии, хотя и был весьма любопытен. Например, следует упомянуть, что вокальная партия в одной из песен альбома исполнена самим Родригесом. В 1963 году выходит альбом «Primitivo», ставший первой записью певца Монгито «Эль Унико» (Ramón Quian, Monguito «El Único»).
В том же году вышел в свет диск «Quindembo / AfroMagic», экспериментальный, новаторский альбом — смесь джаза, сона и афро-кубинской культовой музыки, причём при записи Арсенио заменил трубы на 2 саксофона. Этот стиль Родригес назвал «киндембо» (quindembo), утверждая, что в переводе с конголезского языка это означает «смешение многих вещей». В том же году на лейбле «Tico» был выпущен ещё один альбом Арсенио Родригеса — «Пачанга» (La pachanga). Однако попытка Арсенио Родригеса играть музыку в модных тогда среди нью-йоркских латиноамериканцев стилях «пачанга» и «бугалу» не имели успеха, что вызвало постепенное угасание интереса к его ансамблю.
В 1968 году Родригес записал ещё два альбома: «Patato y Totico» (в записи которого участвовал Исраэль «Качао» Лопес) и «Говорит Арсенио…» (Arsenio dice…) — вновь используя комбинацию труб и саксофонов в инструментовке. Однако, несмотря на попытки Арсенио вернуть своему ансамблю былой успех, дела его с каждым днём шли всё хуже и хуже.
Зимой 1971 года Родригес попытался начать всё сначала в Лос-Анджелесе. Он пригласил своего товарища контрабасиста Альфонсо «Эль Панамеменьо» Джозефа (Alfonso «El Panameño» Joseph), с которым сотрудничал на протяжении восьми лет, принять участие в своём новом проекте, однако встреча в Лос-Анджелесе не состоялась: Арсенио заболел пневмонией и 30 декабря скончался — в бедности и безвестности (некоторые источники возражают, что Родригес имел достаточный доход в виде роялти, а потому слухи о его тяжёлом финансовом положении сильно преувеличены). Похоронен в пригороде Нью-Йорка на кладбище Фернклифф.

## Современники об Арсенио
По воспоминаниям современников, Арсенио Родригес, несмотря на свою слепоту, был очень энергичным и упорным в достижении своих целей человеком, чрезвычайно требовательным как к себе, так и к своим музыкантам. Бывший директор гаванского «Марианао клуб сосиаль» (Marianao Club Social), где часто выступал ансамбль Родригеса, Хуан Крус (Juan Cruz) вспоминал, что Арсенио проявлял необыкновенное внимание к любым мелочам, даже не связанным напрямую с музыкой. Например, со слов Хуана Круса, конхунто Арсенио был одной из двух наиболее хорошо одетых групп Кубы — «как „Оркеста Сенсасьон“ (Orquesta Sensación). Эти группы были превосходно одеты». Крус отзывался о Родригесе как о чрезвычайно дисциплинированном человеке, требовавшем такой же неукоснительной дисциплины и от своих музыкантов — в противном случае их ждало суровое наказание. Рубен Гонсалес в документальном фильме Вима Вендерса «Клуб Буэна Виста» говорил об этом ещё проще:
Между прочим, у Арсенио характер был тяжёлый. Слова ему поперёк не скажи, представляете? Такая вот манера. Услышит чей-нибудь голос, и сразу кулаки в ход пускает. Поскольку он был слепой, мы почти всегда успевали увернуться. «Молчи, а то Арсенио узнает, что ты здесь!» Он вот так подходил, и прямо задыхался от гнева. Не дай бог заговорить с ним насмешливо! Он был здоровый, высокий, толстый. Такого великана не часто встретишь. Очень смешно было на него смотреть.
Несмотря на строгость Арсенио, музыканты относились к нему с необыкновенной любовью и теплотой. Так, Гонсалес вспоминал, что созданием своего уникального стиля игры он во многом обязан Арсенио:
Арсенио сказал мне: «Не беспокойся о том, что делает кто-то ещё. Просто играй свою собственную музыку и не подражай никому, — чтобы потом люди, слыша твою игру, говорили: „Да, это Рубен“».

## Наследие Арсенио Родригеса
Вклад Арсенио Родригеса в развитие не только кубинской, но и латиноамериканской музыки, огромен. Несомненно, использование африканских ритмов в латиноамериканской музыке встречалось и до него, однако оно редко выходило за рамки «этнографических» изысков. Именно Родригес вывел африканскую составляющую латиноамериканской музыки на новый уровень, широко используя афро-кубинские ритмы и применяя африканские музыкальные инструменты наравне с европейским. Фактически, Арсенио Родригес заложил основы не только мамбо и сальсы, но и определил характер развития латиноамериканской музыки на многие десятилетия вперёд.
Вклад Арсенио Родригеса по достоинству оценён современными музыкантами, исполняющими латиноамериканскую музыку. Песни Родригеса, давно уже ставшие классикой жанра, по-прежнему популярны. Их исполняли такие звёзды джаза и латиноамериканской музыки как Диззи Гиллеспи и Марк Рибо, Селия Крус, Ларри Харлоу, Исмаэль Миранда и многие другие. В свет выпущено несколько альбомов-трибьютов, посвящённых Арсенио Родригесу.
В США вышел телевизионный документальный фильм «Эпоха» (La Epoca), значительная часть которого посвящена Арсенио Родригесу — интервью с людьми, знавшими его лично: Альфонсо «Эль Панамеменьо» Джозефа, Йомо Торо (Yomo Toro) и другими. Ожидается, что осенью 2008 года этот фильм будет показан по Национальному телевидению США.

## Дискография

### Прижизненные издания
- «Dame un cachito pa huele / Cangrejo fue a…» (RCA, 1946);
- «Semilla de caña brava» (RCA, 1946);
- «Lo dicen todos / La vida es un sueño» (RCA, 1947);
- «Serenede» (SMC, 1947);
- «El Cerro tiene la llave / No vuelvo a Morón» (RCA, 1948);
- «Esa china tiene coimbre / A Belén le toca ahora» (RCA, 1948);
- «Rumba, palo, cucuyé / Tintoere ya llegó» (SMC, 1948);
- «Yo no engaño a las nenas / Tocoloro» (SMC, 1948);
- «Palo tiene curey / Él» (RCA, 1949);
- «Anabacoa» (RCA, 1950);
- «Caminante y labori / Mira que soy chambelón» (RCA, 1951);
- «Pa que gocen / Jagüey» (Tico, 1952);
- «Mambo en la cueva» (RCA, 1956);
- «Buenavista en guaguancó / Carraguao alante» (Puchito, 1957);
- «Sabroso and caliente», 1957;
- «Palo Congo» (Blue Note, 1957) — совместно с Сабу Мартинесом (Sabú Martínez);
- «Tribilín cantore» (Blue Note, 1958);
- «Cumbanchando con Arsenio (Fiesta en Harlem)» (SMC, 1962);
- «Son pachanga» (SMC, 1962);
- «Primitivo» (Roost, 1963);
- «Quindembo / AfroMagic», (1963);
- «La pachanga» (Tico, 1963);
- «Arsenio dice» (Tico, 1968).

### Некоторые посмертные издания
- «Dundunbanza. Arsenio Rodríguez y su Conjunto 1948—1951» (Tumbao);
- «Como se goza en el barrio Arsenio Rodríguez y su Conjunto 1953» (Tumbao);
- «Montuneando con Arsenio Rodríguez y su Conjunto» (Tumbao);
- «Chano Pozo & Arsenio Rodríguez. Legendary sessions with Machito and his Orchestra 1947—1953» (Tumbao, 1992);
- «Sabroso y caliente» (Antilla);
- «Los barrios de La Habana» (Orfeon, 2003);
- «Arsenio Rodríguez y su conjunto. Vol. 1» (Ansonia);
- «Arsenio Rodríguez y su conjunto. Vol. 2» (Ansonia);
- «Quindembo/AfroMagic» (Epic).

### Посвящения Родригесу
- Orquesta Harlow: «Tribute to Arsenio Rodríguez» (Fania, 1971);
- Marc Ribot y los Cubanos Postizos: «The Prosthetic Cubans» (Atlantic, 1998);
- Marc Ribot y los Cubanos Postizos: «¡Muy divertido! (Very Entertaining!)» (Atlantic, 2000);
- Tico All-Stars: «Recordando a Arsenio» (Tico);
- Son de la Loma: «Blindman’s Gift (Regalo del Ciego)» (Montuno Records, 1982).

## Видео
- Фрагмент киносъёмки, запечатлевшей Арсенио Родригеса Считается единственной сохранившейся видеозаписью музыканта.

## Комментарии
1. ↑  Настоящее имя Родригеса было дано ему в честь святого Игнатия Лойолы, основателя ордена иезуитов.
2. ↑  Фамилия Родригеса по матери — Scull — имеет английское происхождение, поэтому читается по правилам английского языка как Скалл. Распространён, однако, и испанский вариант прочтения этой фамилии — Скуль.
3. ↑  То есть горцев, от исп. montaña — «гора».
4. ↑  Некоторые источники утверждают, что это произошло в 1970 или в 1972 году.